# Belén Rodríguez Palomino
Belén Rodríguez Palomino (Madrid, 6 de maig de 1962) és una política espanyola del Partit Popular (PP).
Nascuda el 6 de maig de 1962 a Madrid, es va llicenciar en Psicologia per la Universitat Autònoma de Madrid (UAM). Candidata al número 2 de la llista del PP per a les eleccions municipals de 1991 a Villa del Prado, va ser escollida regidora. Des de 1991 fins a 2007 va exercir de primera tinenta d'alcalde de l'ajuntament del municipi. El 2007 va ser investida com a alcaldessa de Villa del Prado.
Inclosa como a número 73 de la llista del PP per a les eleccions a l'Assemblea de Madrid de 2015, no va resultar llavors escollida diputada (la candidatura del PP va obtenir 48 escons). No obstant això, el 5 d'octubre de 2017 va prendre possessió com a diputada a l'Assemblea de Madrid, ocupant l'escó vacant per la renúncia d'Isabel Díaz Ayuso, que es va incorporar llavors al govern de Cristina Cifuentes.
Presidenta del PP a Villa del Prado, a l'abril de 2019, després de l'obertura de diligències a instàncies d'una querella presentada pel Ministeri Públic, el Tribunal Superior de Justícia de Madrid (TSJM) va imputar a Rodríguez Palomino un delicte de prevaricació administrativa continuada entre 2014 i 2015.
Acabà la seva carrera com a alcaldessa de Villa del Prado l'any 2019, després d'un acord de coalició entre el PSOE i VEïNS.